# 布法羅 (伊利諾伊州)
布法羅（英語：Buffalo）是位於美國伊利諾伊州桑加蒙縣的一個村落。

## 地理
布法羅的座標為39°45′25″N 89°54′12″W / 39.75694°N 89.90333°W，而該地最高點為海拔高度186米（即610英尺）。

## 人口
根據2010年美國人口普查的數據，布法羅的面積為0.95平方千米，當中陸地面積為0.95平方千米，而水域面積為0.00平方千米。當地共有人口503人，而人口密度為每平方千米529人。